# 会津鉄道AT-400形気動車
会津鉄道AT-400形気動車 （あいづてつどうAT-400がたきどうしゃ）は、2003年（平成15年）にJR東日本キハ40形気動車から1両が改造された会津鉄道の観光用気動車である。「風覧望」（ふうらんぼう）の愛称がつけられている。

## 概要
会津鉄道では1999年（平成11年）にJR東日本から購入したキハ30形気動車を改造したAT-300形自走式トロッコ車両を導入、2000年（平成12年）にはAT-100形 (AT-103) を改造したお座敷気動車を追加して好評を得ていたが、展望型気動車を加えることでさらなる集客を図ることとなった。当初は車両を新造する計画だったが、予算の制約からJR東日本で廃車されたキハ40 511を購入して改造するよう変更されている。登場時は車体の1/3がハイデッカー、2/3が一般室とされたが、AT-103の廃車に伴い、2016年（平成28年）6月に一般室が座敷に改装されている。
導入費用に日本宝くじ協会の補助を受けている「宝くじ号」である。

## 構造

### 車体

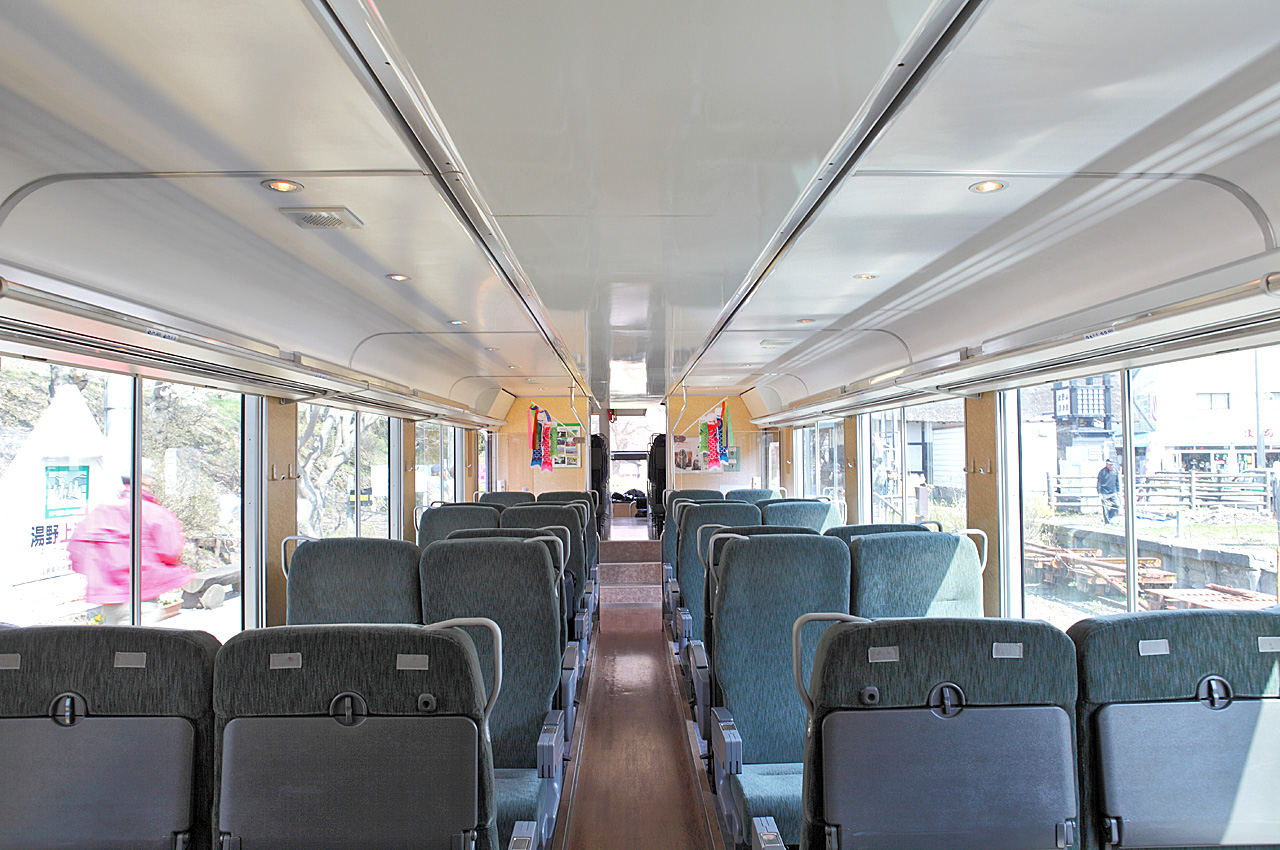
一般室の車内（お座敷化改装前）

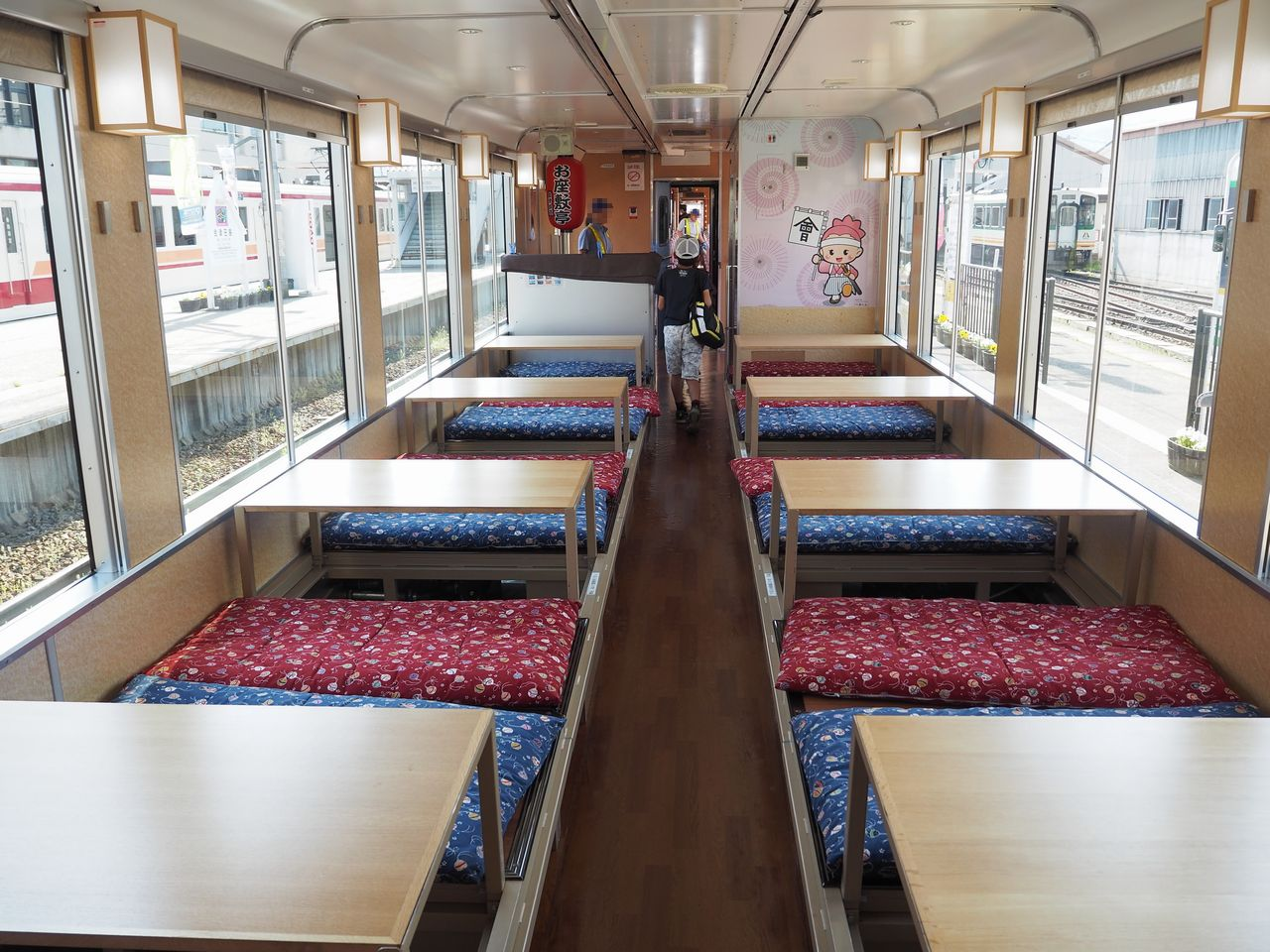
一般室の車内（お座敷化改造後）

当初は2階建てとすること、全席ハイデッカーとすることも検討されたが、使用機器の制約や、トイレを設置しながら大型観光バス1台分に相当する定員を確保する目的から、会津若松方（前位側）1/3の車体が車両限界いっぱいまで広げたハイデッカー構造、会津田島方（後位側）2/3が通常の車体構造となった。会津田島向き運転台部分を残して車体は新造した部品と交換されている。前位側運転台は非貫通構造とし、客室からの眺望を考慮して前面窓を最大限大きくしている一方、後位側運転台は連結運転される他車両と行き来できるよう貫通型になっている。一般席の客用窓も眺望を考慮した幅1,640 mm、高さ1,220 mmの大型のものとされた。客用扉は片側2箇所、1箇所は後位側乗務員扉客室寄り、もう1箇所はハイデッカー室と一般室の間に設置された。
ハイデッカー部客席には2人掛け回転リクライニングシートが通路を挟んだ左右に各3列設けられ、天井をなるべく高く取るため座席の上の荷棚は設けられなかった。ハイデッカー客席乗客の荷物はハイデッカー室に昇降する階段の両脇に設けられた荷棚に収容する。ハイデッカー側運転室の助士席側には乗客が運転士の気分を味わえるよう折り畳み式の補助椅子が設けられた。助手席側乗務員扉は客用扉と連動して施錠される。
一般部客席にはハイデッカー室と同じ回転リクライニングシートがトイレのない側には8組、トイレのある側には7組設置された。トイレは車椅子での使用に対応した真空式のものが後位側客用扉直後に設置された。
外装色は前面展望窓部分を紺色としたものとされた。

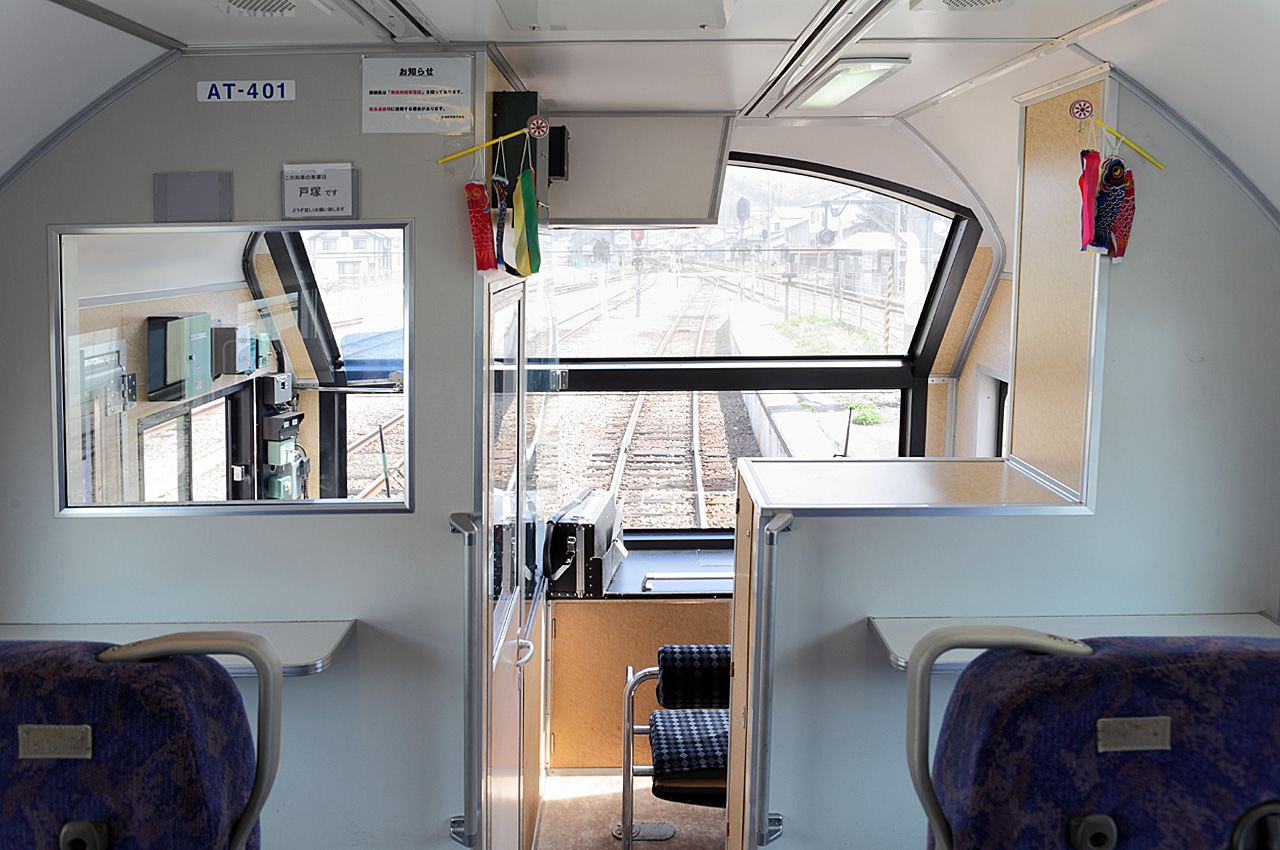
AT-400形展望室から前方を見る

### 走行装置

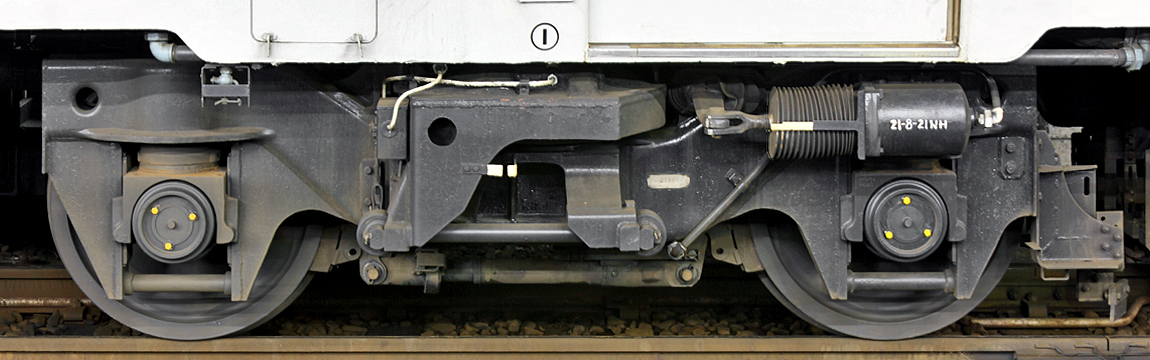
DT-44台車

改造にあたりエンジンはカミンズ製直列横形6気筒N14R形ディーゼルエンジン（定格出力221 kW (300 PS) / 2,000 rpm）に交換されたが、変速機は種車のDW10形（1段3要素、変速1段、直結1段）がオーバーホールの上流用された。台車も種車のものが流用され、前位側台車はキハ40寒地向初期車の標準だった動台車DT44、後位側は従台車TR227で、いずれも上枕空気ばね・軸ばね式である。制動装置も種車のCLE空気ブレーキが流用されている。保安装置として会津鉄道線内用としてATS-SNを、野岩鉄道への乗り入れを考慮してATS-TSPが装備された。鬼怒川温泉駅までの乗り入れに備え、2012年（平成24年）3月に、東武鉄道用列車無線が搭載されている。

### 空調装置
暖房装置はエンジン冷却水を利用した温風式、冷房装置は機関直結式、冷房能力18 kW (15,500 kcal/h) のAU26 2基が搭載された。

## 車歴
| 車両番号 | 製造      | JR除籍    | 会津入籍  | 改造      | 廃車 |
| -------- | --------- | --------- | --------- | --------- | ---- |
| 401      | 1978年1月 | 2002年6月 | 2002年6月 | 2003年3月 | -    |

## 運用

ノラとと列車

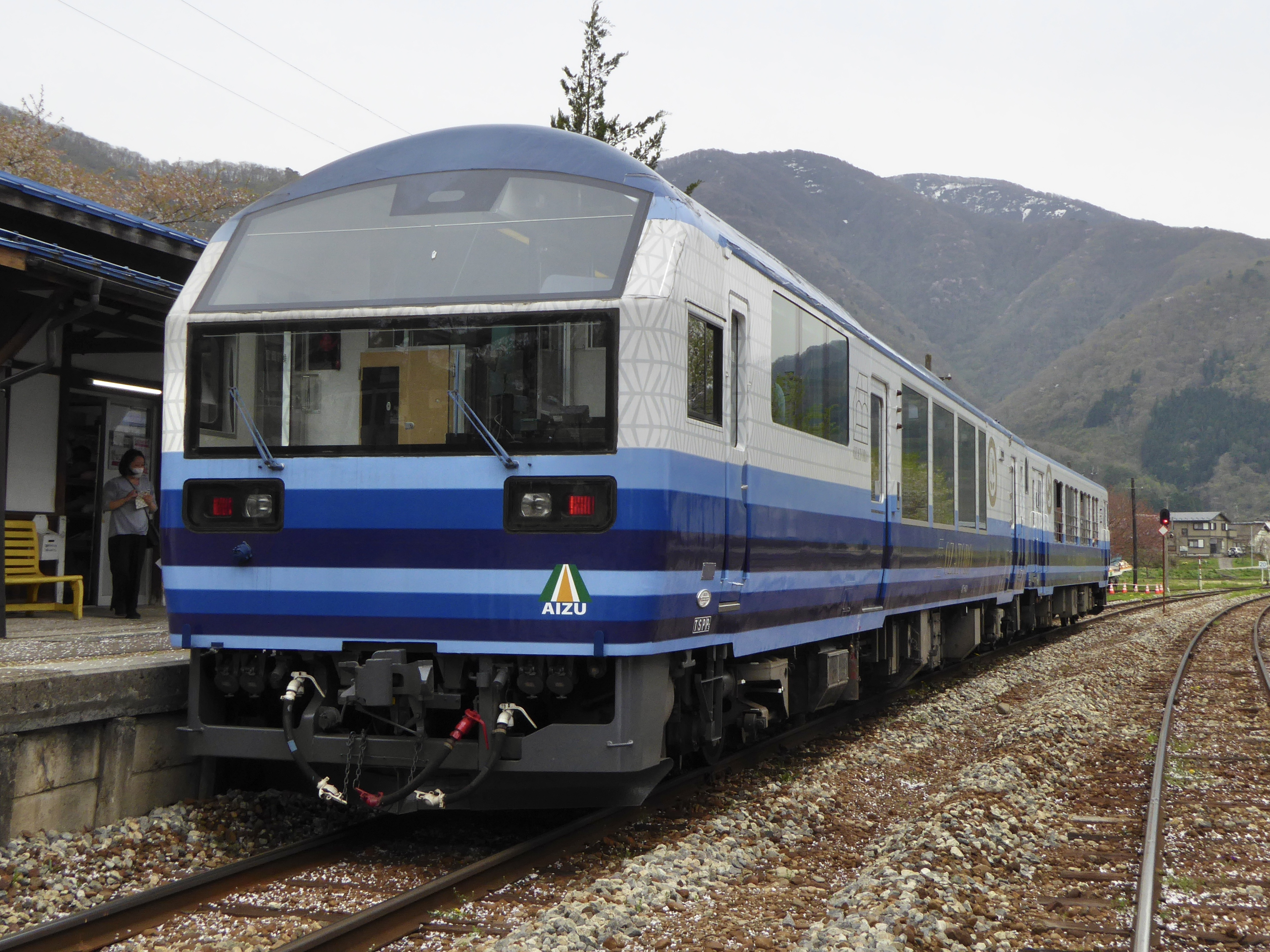
2021年の外装リニューアル後の姿

2003年4月6日にAT-103・AT-301・AT401の編成による会津若松駅 - 会津田島駅間の「お座トロ展望列車会津浪漫号」としてとして運用を開始した2003年7月12日・13日には阿武隈急行に貸し出され、保原駅 - 槻木駅間で各日2往復運転された。
2016年6月からは、AT-103の廃車に伴って本車両の一般席をお座敷に改造して運用している。
2018年9月1日に、『ノラと皇女と野良猫ハート』の主人公であるノラが芦ノ牧温泉駅の名誉副駅長に同年9月17日に就任することを受けて本車両にラッピングを行い、「ノラとと列車」として運行開始した。その後2021年7月の只見線乗り入れツアーに合わせて外装リニューアルが行われ、AT-351と同じパターンで青系のグラデーションの帯を配した塗装に変更された。

### 書籍
- 寺田 祐一『私鉄気動車30年』JTBパブリッシング、2006年。ISBN 4-533-06532-5。
- 徳田耕一『日本のパノラマ展望車』JTBパブリッシング、2012年。ISBN 4-533-08765-5。

### 雑誌記事
- 『鉄道ピクトリアル』通巻515号「<特集> 台車」（1989年8月・電気車研究会）
  - 大幡哲海「写真で見る台車あれこれ」 pp. 25-35

- 『鉄道ピクトリアル』通巻738号「鉄道車両年鑑2003年版」（2003年10月・電気車研究会）
  - 岸上 明彦「2002年度民鉄車両動向」 pp. 109-130
  - 会津鉄道（株）運輸部 佐藤啓一「会津鉄道 AT-400形」 pp. 135-137
  - 「民鉄車両諸元表」 pp. 180-183
  - 「各社別新造・改造・廃車一覧」 pp. 208-219

- 『鉄道ピクトリアル』通巻805号「【特集】キハ40系 (I) 」（2008年7月・電気車研究会）
  - 岡田誠一「キハ40系 車両のあゆみ 国鉄編」 pp. 16-32
  - 葛英一、藤田吾郎「キハ40系 車歴表【I】」 pp. 70-87
  - 葛英一、藤田吾郎「キハ40系形式図」 pp. 88-96

- 『鉄道ピクトリアル』通巻806号「【特集】キハ40系 (II) 」（2008年8月・電気車研究会）
  - 藤田吾郎「キハ40系 形式集」 pp. 25-37
  - 岡田誠一「キハ40系 車両のあゆみ JR編」 pp. 41-55

- 『鉄道ピクトリアル』通巻868号「鉄道車両年鑑2012年版」（2012年10月・電気車研究会）
  - 岸上 明彦「2011年度民鉄車両動向」 pp. 86-119
  - 「各社別新造・改造・廃車一覧」 pp. 220-231

### Web資料
- “会津鉄道AT401「風覧望」が単行で運転される”. railf.jp（鉄道ニュース）.  交友社 (2009年12月24日). 2017年3月28日閲覧。
- “会津鉄道AT-351形が営業運転を開始”. railf.jp（鉄道ニュース）.   交友社 (2010年2月8日). 2017年3月22日閲覧。
- “会津鉄道「お座トロ展望列車」が喜多方乗り入れ”. railf.jp（鉄道ニュース）.   交友社 (2010年11月15日). 2017年3月22日閲覧。
- “会津鉄道「お座敷トロッコ展望列車」が喜多方へ”. railf.jp（鉄道ニュース）.   交友社 (2011年11月21日). 2017年3月22日閲覧。
- “会津鉄道「お座トロ展望列車」が鬼怒川温泉に乗り入れ”. railf.jp（鉄道ニュース）.   交友社 (2012年3月26日). 2017年3月22日閲覧。
- “浅草・新宿方面時刻表”.   会津鉄道. 2017年3月31日閲覧。
- “AT-400形（AT-401号）の座席（中古）”.   駅すぱモール. 2017年3月31日閲覧。
- “会津鉄道で「ノラとと列車」運転開始”. railf.jp（鉄道ニュース）.   交友社 (2018年9月3日). 2018年9月4日閲覧。